# Melanie Höfkes
Melanie Höfkes (* 26. Mai 1978) ist eine ehemalige deutsche Fußballspielerin.

## Karriere
Für die GSV Moers spielte Höfkes in der Regionalliga-West-Saison 1997/98. Die 185 cm große Torhüterin gehörte in der Bundesliga-Saison 1999/2000 dem FCR Duisburg 55 an, für den sie nur wenige Punktspiele bestritt, da mit Kerstin Wasems eine erfahrene Torhüterin den Vorzug im Tor erhalten hatte. Am Saisonende hatte ihr Verein 15 Punkte Vorsprung auf den Meister 1. FFC Frankfurt herausgespielt; in 22 Saisonspielen war ihre Mannschaft lediglich dem 1. FFC Turbine Potsdam und den Sportfreunden Siegen unterlegen. Im Wettbewerb um den DFB-Pokal schied ihr Verein mit 3:5 im Elfmeterschießen gegen Grün-Weiß Brauweiler im Viertelfinale aus diesem aus.
In der Saison 2000/01 spielte sie für den Bundesligaaufsteiger FFC Flaesheim-Hillen, für den sie in 13 Punktspielen zum Einsatz kam, sieben davon gewann, drei unentschieden spielte und drei verlor. Sportlich mit dem fünften Platz die Klasse gehalten, wurde der Verein aus der Bundesliga zurückgezogen. Am 26. Mai 2001 erreichte sie mit ihrer Mannschaft das Finale um den DFB-Pokal, verlor jedoch im Olympiastadion Berlin – als Vorspiel zum Männerfinale – vor 30.000 Zuschauern mit 1:2 gegen den 1. FFC Frankfurt.

## Erfolge
- Deutsche Meisterin 2000
- DFB-Pokal-Finalistin 2001